# Drycothaea stictica
Drycothaea stictica es una especie de escarabajo longicornio del género Drycothaea, familia Cerambycidae. Fue descrita científicamente por Bates en 1881.
Habita en Belice, El Salvador, Guatemala, Honduras, México y Panamá. Los machos y las hembras miden aproximadamente 7,4-11,7 mm. El período de vuelo de esta especie ocurre en los meses de mayo, octubre y noviembre.